# تيم دولينج
تيم دولينج (بالإنجليزية: Tim Dowling)‏ هو صحفي أمريكي، ولد في 1963 في كونيتيكت في الولايات المتحدة.